# نشانه داریه

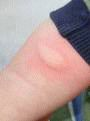
مالش خفیف یا ضربه ملایم به پوست منجر به یک واکنش حساسیتی زیرجلدی موضعی با دگرانولاسیون ماست‌سل و بثورات کهیری می‌شود.

نشانهٔ داریه (فرانسوی: Signe de Darier‎) تغییری است که پس از مالش ملایم یا ضربۀ حفیف روی پوست فرد مبتلا به ماستوسیتوز فراگیر یا کهیر رنگدانه‌دار (کهیر پیگمنتوزا) مشاهده می‌شود.
به‌طور کلی، پوست متورم، خارش‌دار و قرمز می‌شود. این در نتیجه فشرده‌شدن ماست‌سل‌ها است که در این بیماری‌ها بیش‌فعال هستند. این ماست‌سل‌ها گرانول‌های التهابی را از خود رها می‌کنند که حاوی هیستامین هستند و همین مادهٔ شیمیایی مسئول بروز پاسخی است که پس از مالیدن پوست روی ضایعه ایجاد می‌شود. نشانهٔ داریه نامش را از متخصص پوست فرانسوی فردینان-ژان داریه می‌گیرد که نخستین بار آن را توصیف کرد.